# آلن راشبی
آلن راشبی (انگلیسی: Alan Rushby؛ زادهٔ ۲۷ دسامبر ۱۹۳۳) بازیکن فوتبال است.
از باشگاه‌هایی که در آن بازی کرده‌است می‌توان به باشگاه فوتبال دونکستر راورز اشاره کرد.